# Songkhla
Songkhla (Thai: สงขลา; früher Singhala, „Stadt der Löwen“; malaiisch Singora) ist die Hauptstadt der Provinz Songkhla in der Südregion von Thailand. Sie liegt im Landkreis (Amphoe) Mueang Songkhla und hat seit 1999 den Verwaltungsstatus einer „Großstadt-Kommune“ (Thesaban Nakhon).
Songkhla hat 68.725 Einwohner (Stand 2012).

## Geographie
Songkhla liegt im äußersten Süden des Landes auf einer Landzunge zwischen dem Songkhla-See und dem Golf von Thailand. Der Songkhla-See ist ein Teil des Thale Sap, einer großen mit dem Ozean durch eine Meerenge verbundenen Lagune. Er enthält Brackwasser.
Die Entfernung (Luftlinie) zur Hauptstadt Bangkok beträgt etwa 720 km. 
Infolge der reizvollen Lage inmitten von Wasser gehört Songkhla zu den schönsten Seebädern des Landes, ohne allerdings am Touristenstrom wesentlichen Anteil zu nehmen.

## Wirtschaft und Verkehr
Songkhla ist traditionell eine Hafen- und Handelsstadt. Bereits im 17. Jahrhundert war sie ein bedeutendes Zentrum des Überseehandels, etwa mit Japan und Europa (siehe unter Geschichte). Auch später blieb es der zentrale Umschlagplatz für Waren aus der Region, aber auch anderen Teilen Thailands, China, Singapur und Penang. Hinzu kam der Fischfang, sowohl auf dem Songkhla-See als auch auf dem Golf, die Verarbeitung des im Umland angebauten Reises, Töpferei und Ziegelei sowie Orangenanbau.
Songkhla besaß durch eine Zweigstrecke der Südbahn, die Bangkok mit Malaysia verbindet, eine Verbindung zum Eisenbahnnetz des Landes. Diese Zweigstrecke wurde zum 1. Juli 1978 stillgelegt.

## Geschichte
Songkhla ist eine der ältesten Städte Thailands, seit Jahrhunderten ist sie eine wichtige Handelsstadt.
Im Laufe ihrer Geschichte hat sich die Lage der Stadt mehrfach verschoben. Am Fuß des Hua Khao Daeng (heutige Stadt Singhanakhon) kann man noch die alte Stadtbefestigung der damaligen Stadt Singora (eine Vorläuferin Songkhlas) erkennen. Diese war im 17. Jahrhundert unter Führung muslimischer Sultane eine wichtige Hafenstadt für den Überseehandel. Auch Schiffe aus Japan und Europa liefen den zollfreien Hafen an, um hier Handel zu treiben, was der Stadt großen Wohlstand bescherte. 1642 erklärte sich der Sultan von Singora für unabhängig vom siamesischen Ayutthaya. 38 Jahre lang scheiterten die Strafexpeditionen Ayutthayas, erst 1680 nahmen die Truppen König Narais Singora ein und zerstörten es vollständig. Ein Vertrag zur Abtretung des Orts an die Französische Ostindienkompanie scheiterte, weil die Franzosen sich desinteressiert an dem zerstörten und daher nutzlosen Hafen zeigten.
Ein neues Songkhla wurde später wenige Kilometer weiter im Landesinneren auf Laem Son am Ufer des Songkhla-Sees errichtet. Aufgrund der eher isolationistischen Außen- und Handelspolitik Siams nach dem Umsturz von 1688 konnte es aber nicht an die frühere Bedeutung Singoras anknüpfen. In der Folgezeit wurde Songkhla maßgeblich von chinesischen Immigranten geprägt, vor allem aus der Provinz Fujian (Hokkien). Eine Hokkien-chinesische Händler- und Steuerpächter-Familie übernahm die wirtschaftliche und – dank der Ernennung Yiang Haos zum Gouverneur durch König Taksin 1775 – auch die politische Führung. 1842 wurde das Zentrum Songkhlas erneut verlegt, diesmal auf die andere Seite der Wasserstraße zwischen Songkhla-See und dem offenen Meer, nach Bo Yang, wo es bis heute liegt.
Zu Beginn des Pazifikkriegs war Songkhla einer der Hauptlandungsorte der Japaner zur Eroberung der malaiischen Halbinsel. Sie landeten im Morgengrauen des 8. Dezember 1941 ohne nennenswerte Gegenwehr ihre Truppen und rückten von hier aus weiter nach Süden vor.

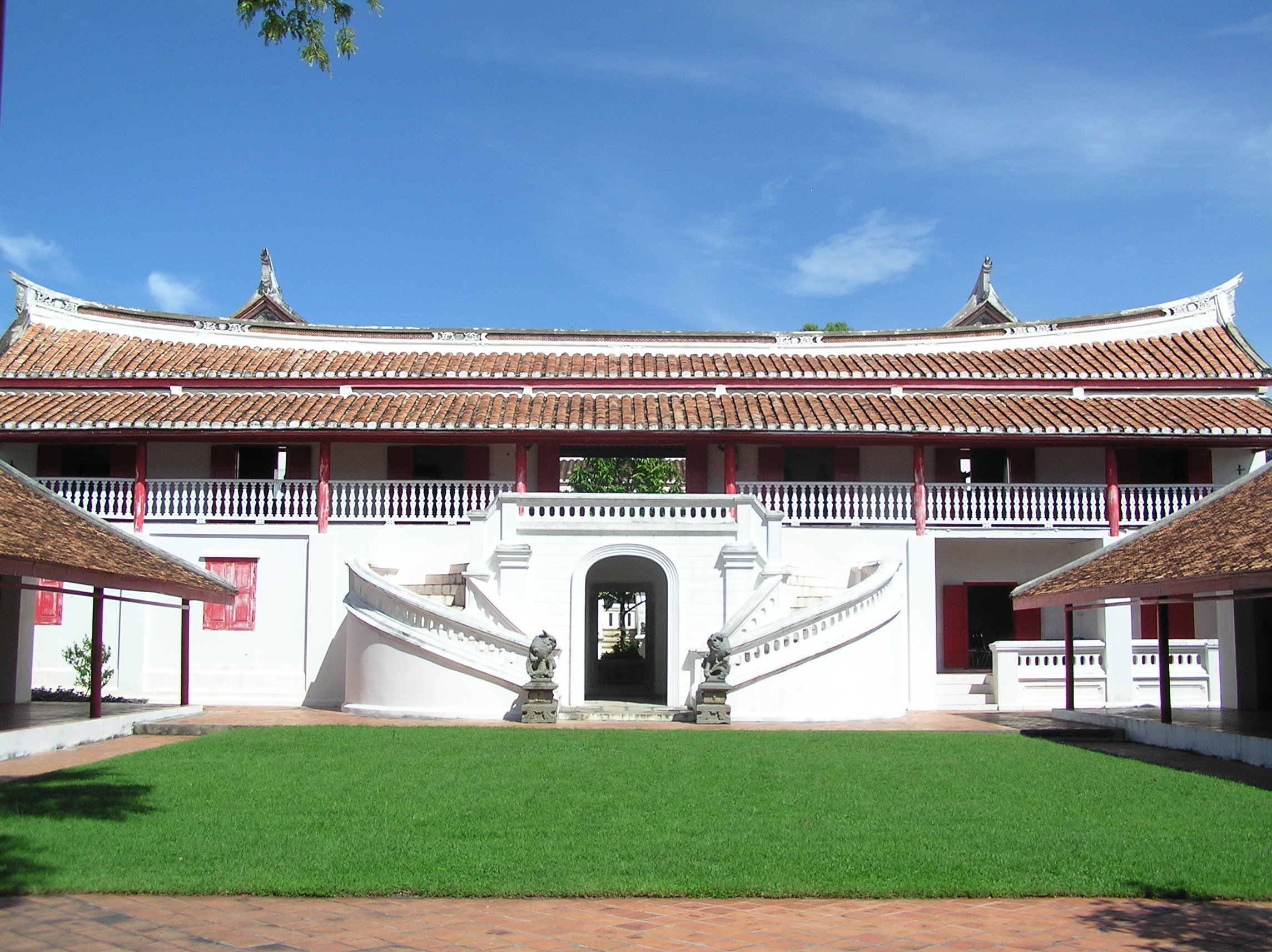
Songkhla National Museum

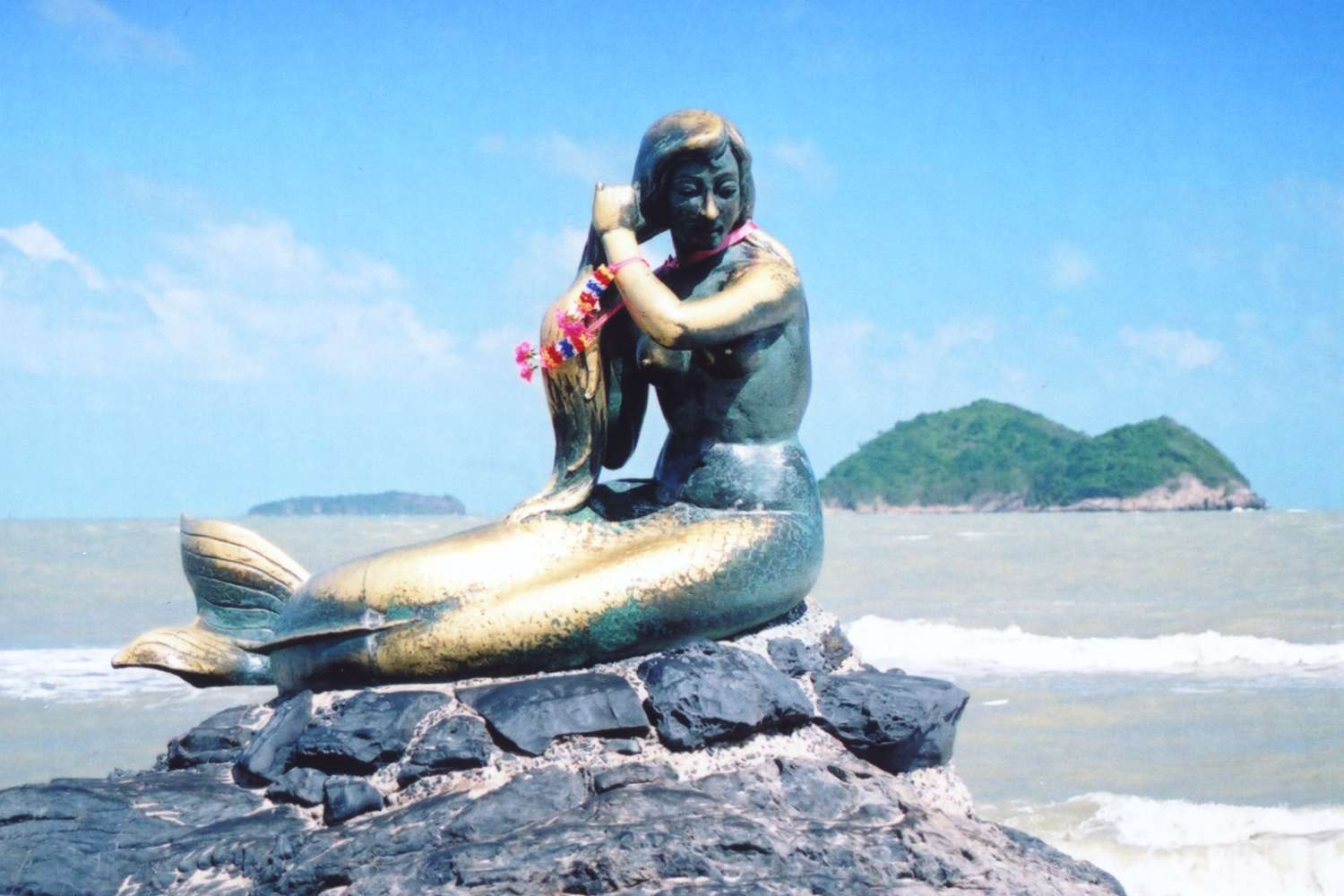
Statue der Meerjungfrau Samila-Strand

## Sehenswürdigkeiten
- Wat Matchimawat (auch Wat Klang genannt) an der Sai Buri Road – buddhistischer Tempel (Wat) aus dem 16. Jahrhundert. Der Ubosot stammt aus der Zeit von König Nang Klao (Rama III., reg. 1824–1851) und Mongkut (Rama IV., reg. 1851–1868) und zeigt zahlreiche Fresken  im Bangkok-Stil (Rattanakosin-Stil).
- Wat Chai Mongkhon an der Phetmongkhon-Chaimongkhon Road, hat eine Chedi, die eine Reliquie des Buddha enthält. Diese wurde von einem Mönch namens Na Issaro von Sri Lanka mitgebracht.
- Gouverneurspalast (Nationalmuseum) – Gebäude im chinesischen Stil, 1878 vom damaligen Gouverneur der Provinz erbaut; heute ist es Museum und enthält u. a. Bronzeskulpturen aus der Srivijaya-Zeit (8.–10. Jahrhundert) und Keramiken aus der Ayutthaya-Zeit.
- Hat Samila (Samila-Strand) – weicher, weißer Sandstrand etwa drei Kilometer außerhalb gelegen, mit vielen Pinienbäumen bestanden. Blick auf die vorgelagerten Inseln „Katz und Maus“. Eine große Bronzestatue einer Meerjungfrau an einem Ende des Strandes stellt eine Figur der Geschichte Phra Apaimanee von Sunthorn Phu dar.

## Persönlichkeiten
- Prem Tinsulanonda (1920–2019), Politiker, Heeresoffizier, Ministerpräsident von Thailand und Präsident des Kronrats
- Umarin Yaodam (* 1980), Fußballtrainer und -spieler
- Yuttana Chaikaew (* 1981), Fußballspieler
- Chairat Madsiri (* 1982), Fußballspieler
- Phanthep Chotkawin (* 1991), Fußballspieler
- Weerawut Kayem (* 1993), Fußballspieler
- Adisak Sensom-Eiad (* 1994), Fußballspieler
- Pruchya Isaro (* 1995), Tennisspieler
- Rittiporn Wanchuen (* 1995), Fußballspieler
- Kittinupong Kedren (* 1996), Badmintonspieler
- Tatchanon Nakarawong (* 1996), Fußballspieler
- Adisak Lambelsah (* 2002), Fußballspieler
- Basree Sanron (* 2002), Fußballspieler
- Phon-Ek Jensen (* 2003), thailändisch-dänischer Fußballspieler
- Sorawat Phosaman (* 2003), Fußballspieler
- Pethay Promjan (* 2006), Fußballspieler